# Danh sách sân bay Malaysia

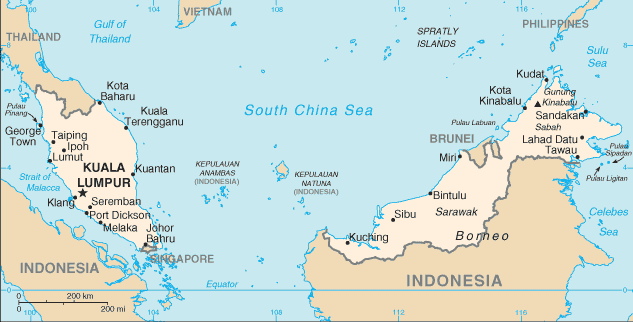
Bản đồ Malaysia

Malaysia là một quốc gia Đông Nam Á gồm mười ba tiểu bang và ba lãnh thổ liên bang, với diện tích 329.845 km vuông. Các thành phố lớn là Kuala Lumpur, trong khi Putrajaya là nơi của chính phủ liên bang. Đất nước này được phân cách bằng Biển Đông thành hai khu vực, bán đảo Mã Lai và phía Đông (còn được gọi là Malaysia Borneo). Malaysia giáp Thái Lan, Indonesia, Singapore, và Brunei.

## Sân bay
Tên được in đậm chỉ ra sân bay có lịch trình phục vụ hành khách trên các hãng hàng không thương mại.
| Thành phố                     | Bang                      | ICAO | ATA | Tên sân bay                                   |
| ----------------------------- | ------------------------- | ---- | --- | --------------------------------------------- |
| Bán đảo Mã Lai                |                           |      |     |                                               |
| Alor Setar                    | Kedah                     | WMKA | AOR | Sân bay Sultan Abdul Halim / RMAF Alor Setar  |
| Batu Berendam                 | Malacca                   | WMKM | MKZ | Sân bay Batu Berendam                         |
| Butterworth                   | Penang                    | WMKB | BWH | RMAF Butterworth                              |
| Bayan Lepas (gần George Town) | Penang                    | WMKP | PEN | Sân bay quốc tế Penang                        |
| Gong Kedak                    | Kelantan                  | WMGK |     | RMAF Gong Kedak                               |
| Ipoh                          | Perak                     | WMKI | IPH | Sân bay Sultan Azlan Shah                     |
| Kerteh                        | Terengganu                | WMKE | KTE | Sân bay Kerteh                                |
| Kluang                        | Johor                     | WMAP |     | Sân bay Kluang                                |
| Kota Bharu                    | Kelantan                  | WMKC | KBR | Sân bay Sultan Ismail Petra                   |
| Kuala Terengganu              | Terengganu                | WMKN | TGG | Sân bay Sultan Mahmud                         |
| Kuantan                       | Pahang                    | WMKD | KUA | Sân bay Sultan Haji Ahmad Shah / RMAF Kuantan |
| Langkawi                      | Kedah                     | WMKL | LGK | Sân bay quốc tế Langkawi                      |
| Mersing                       | Johor                     | WMAU | MEP | Sân bay Mersing                               |
| Đảo Pangkor (Pulau Pangkor)   | Perak                     | WMPA | PKG | Sân bay Pangkor                               |
| Đảo Redang (Pulau Redang)     | Terengganu                | WMPR | RDN | Sân bay Redang                                |
| Senai (gần Johor Bahru)       | Johor                     | WMKJ | JHB | Sân bay quốc tế Sultan Ismail                 |
| Sepang                        | Selangor                  | WMKK | KUL | Sân bay quốc tế Kuala Lumpur                  |
| Sitiawan                      | Perak                     | WMBA | SWY | Sân bay Sitiawan                              |
| Subang                        | Selangor                  | WMSA | SZB | Sân bay Sultan Abdul Aziz Shah                |
| Sungai Besi                   | Kuala Lumpur              | WMKF |     | Sân bay Sungai Besi                           |
| Taiping                       | Perak                     | WMBI | TPG | Sân bay Taiping (Sân bay Tekah)               |
| Đảo Tioman (Pulau Tioman)     | Johor                     | WMBT | TOD | Sân bay Tioman                                |
| Đông                          |                           |      |     |                                               |
| Ba'kelalan                    | Sarawak                   | WBGQ | BKM | Sân bay Ba'kelalan                            |
| Bario                         | Sarawak                   | WBGZ | BBN | Sân bay Bario                                 |
| Belaga                        | Sarawak                   | WBGC | BLG | Sân bay Belaga                                |
| Bintulu                       | Sarawak                   | WBGB | BTU | Sân bay Bintulu                               |
| Kapit                         | Sarawak                   | WBGP | KPI | Sân bay Kapit                                 |
| Keningau                      | Sabah                     | WBKG | KGU | Sân bay Keningau                              |
| Kota Kinabalu                 | Sabah                     | WBKK | BKI | Sân bay quốc tế Kota Kinabalu                 |
| Kuching                       | Sarawak                   | WBGG | KCH | Sân bay quốc tế Kuching                       |
| Kudat                         | Sabah                     | WBKT | KUD | Sân bay Kudat                                 |
| Labuan                        | Lãnh thổ Liên bang Labuan | WBKL | LBU | Sân bay Labuan / RMAF Labuan                  |
| Lahad Datu                    | Sabah                     | WBKD | LDU | Sân bay Lahad Datu                            |
| Lawas                         | Sarawak                   | WBGW | LWY | Sân bay Lawas                                 |
| Layang Layang Atoll           | Sabah                     |      | LAC | Sân bay Layang Layang                         |
| Limbang                       | Sarawak                   | WBGJ | LMN | Sân bay Limbang                               |
| Long Akah                     | Sarawak                   | WBGL | LKH | Sân bay Long Akah                             |
| Long Banga                    | Sarawak                   |      | LBP | Sân bay Long Banga                            |
| Long Lellang                  | Sarawak                   | WBGF | LGL | Sân bay Long Lellang                          |
| Long Pasia                    | Sabah                     | WBKN | GSA | Sân bay Long Pasia                            |
| Long Semado                   | Sarawak                   | WBGD | LSM | Sân bay Long Semado                           |
| Long Seridan                  | Sarawak                   | WBGI | ODN | Sân bay Long Seridan                          |
| Marudi                        | Sarawak                   | WBGM | MUR | Sân bay Marudi                                |
| Miri                          | Sarawak                   | WBGR | MYY | Sân bay Miri                                  |
| Mukah                         | Sarawak                   | WBGK | MKM | Sân bay Mukah                                 |
| Mulu                          | Sarawak                   | WBMU | MZV | Sân bay Mulu                                  |
| Pamol                         |                           | WBKP | PAY | Sân bay Pamol                                 |
| Ranau                         | Sabah                     | WBKR | RNU | Sân bay Ranau                                 |
| Sahabat                       |                           | WBKH | SXS | Sân bay Sahabat                               |
| Sandakan                      | Sabah                     | WBKS | SDK | Sân bay Sandakan                              |
| Sematan                       |                           | WBGN | BSE | Sân bay Sematan                               |
| Semporna                      | Sabah                     | WBKA | SMM | Sân bay Semporna                              |
| Sepulot                       |                           | WBKO | SPE | Sân bay Sepulot                               |
| Sibu                          | Sarawak                   | WBGS | SBW | Sân bay Sibu                                  |
| Simanggang                    | Sarawak                   | WBGY | SGG | Sân bay Simanggang                            |
| Tanjung Manis, Sarikei        | Sarawak                   | WBGT |     | Sân bay Tanjung Manis                         |
| Tawau                         | Sabah                     | WBKW | TWU | Sân bay Tawau                                 |
| Tommanggong                   | Sabah                     | WBKM | TMG | Sân bay Tommanggong                           |